# Jordan River (Utah)
Jordan River er en flod i staten Utah i USA. Den flyder fra den nordlige ende af Utah Lake i mod nord og løber ud i Great Salt Lake.
For mormonerne der befolkede saltsødalen og grundlagde Salt Lake City var det oplagt at navngive floden "Jordan River" idet den i lighed med Jordan-floden i mellemøsten flyder fra en ferskvandssø (i mellemøsten Genesaret sø) til en saltsø (i mellemøsten Det Døde Hav) og er beliggende i et ørkenområde.
40°53′52″N 111°58′26″V / 40.8978°N 111.974°V